# Pablo Modesto González Pérez
Pablo Modesto González Pérez es un obispo católico en Venezuela, nacido en el Estado Miranda, es actualmente el  quinto Obispo de la Diócesis de La Guaira.

## Biografía

### Vida
Nació en San Antonio de los Altos, el 30 de junio de 1959.

### Formación
- Sus estudios primarios los realizó en San Antonio de los Altos.
- Estudió en la Congregación de los Salesianos y Universidad Pontificia Salesiana de Roma.
- Universidad Simón Rodríguez de Caracas.
- Universidad Pontificia de Salamanca de España.

- Licenciado Filosofía y Teología, en la Universidad Pontificia Salesiana de Roma.
- Licenciado en Educación, Universidad Simón Rodríguez de Caracas.
- Licenciado en Teología Pastoral, Universidad Pontificia de Salamanca de España.

### Vida religiosa
Realizó su primera profesión religiosa el 8 de septiembre de 1977 y ordenado presbítero el 26 de julio de 1986. 
- Párroco San Francisco de Sales, Caracas, La Dolorita, vicario parroquial y ecónomo local, 1986-1995.
- Párroco San Juan Bosco, Valencia, párroco y superior local, 1995-2002.
- Consejero provincial Salesiano, 2000-2006
- Párroco San Francisco de Sales, Caracas, La Dolorita, párroco y superior local, 2002-2005.
- Párroco San Juan Bosco, Los Teques, párroco y superior local, 2005-2008
- Director y Superior del Centro Agrícola Don Bosco, El Molinete, estado Zulia, 2010-2015.

## Episcopado

### Obispo de Guasdualito
El Papa Francisco lo nombró primer obispo de la Diócesis de Guasdualito el 3 de diciembre de 2015,también el Santo Padre erige canónicamente a esa jurisdicción eclesiástica desmembrando a la Diócesis de San Fernando y parte de la Diócesis de Barinas.
Fue ordenado obispo el 6 de febrero de 2016, por Mons. Mario del Valle Moronta Rodríguez. En la ciudad de San Antonio de los Altos, Estado Miranda los obispos Co-consagrantes fueron Mons. Baltazar Enrique Porras Cardozo, Arzobispo de Mérida y Mons. Ubaldo Ramón Santana Sequera, Arzobispo de Maracaibo.
El 13 de febrero de 2016, el Señor Nuncio Apostólico y Arzobispo Titular de Tamada, Monseñor Aldo Giordano, en una celebración multitudinaria posicionó a Monseñor Pablo Modesto González Pérez como Primer obispo de la Diócesis de Guasdualito.
| Predecesor: Sede Creada | Primer Obispo de Guasdualito 2016-2025 | Sucesor: Sede Vacante |

### Obispo de La Guaira
El 9 de enero de 2025, el papa Francisco, lo nombró como Obispo de La Guaira
| Predecesor: Raúl Biord Castillo | Quinto Obispo de La Guaira 2025 | Sucesor: En el cargo |